# Wirtschaftswoche
Wirtschaftswoche è un settimanale economico tedesco del gruppo editoriale Handelsblatt con sede e redazione a Düsseldorf.
Fondato nel 1926 e pubblicato inizialmente ogni giovedì, dal 6 marzo 2006 esce nelle edicole il lunedì.